# Cliona raphida
Cliona raphida är en svampdjursart som beskrevs av Boury-Esnault 1973. Cliona raphida ingår i släktet Cliona och familjen borrsvampar.
Artens utbredningsområde är havet utanför Brasilien. Inga underarter finns listade i Catalogue of Life.